# Стрижавські орхідеї

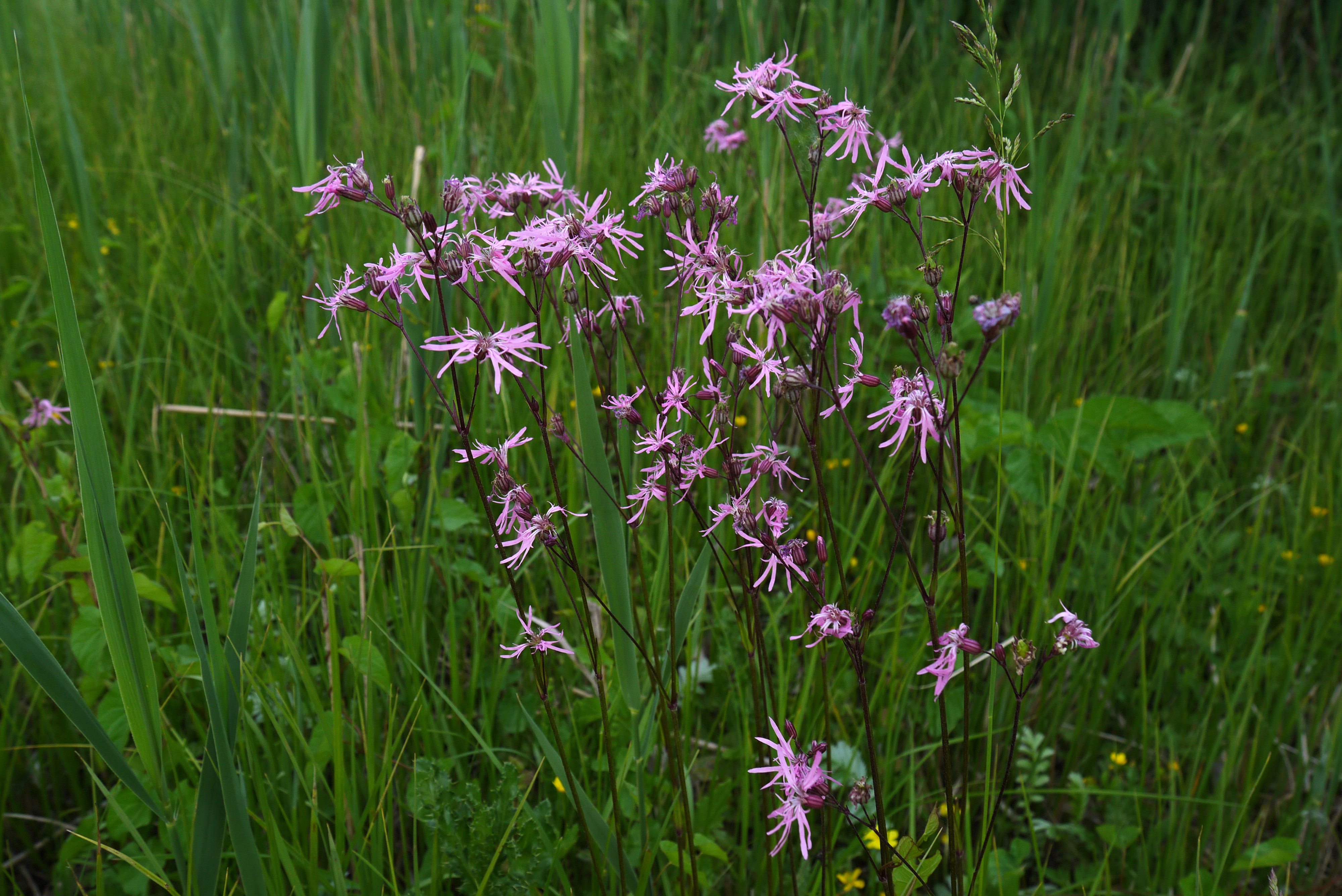
Коронарія зозуляча (Lychnis flos-cuculi) на території заказника

Стрижа́вські орхіде́ї  — ботанічний заказник місцевого значення в Україні. Розташований на території Стрижавської селищної ради Вінницького району Вінницької області, на південно-східній околиці смт Стрижавка.
Цінна ділянка заплави річки Південний Буг, в трав'яному покриві якої зростає рідкісний в області вид орхідей — пальчатокорінник м'ясо-червоний, що занесений до Червоної книги України. 
Площа — 4,3 га. Утворений у 1985 році (Рішенням Вінницької обласної ради від 19.12.1985 р. № 525). Перебуває у віданні Стрижавської селищної ради.

## Фізико-географічні умови
За фізико-географічним районуванням України (1968) ця територія належить до Хмільницького району Подільсько-Побужської області Дніпровсько-Дністровської лісостепової провінції Лісостепової зони. 
З геоморфологічного погляду заказник являє собою заплавну терасу, алювіально-акумулятивну рівнину з лучними та лучно-болотними ґрунтами. Клімат на території заказника помірно континентальний з тривалим, нежарким літом, і недовгою, м'якою зимою. Середня температура січня  -6,0°... -6,5°С, липня + 18.5°...+19,0°С. Річна кількість опадів складає 500-525 мм. За геоботанічним районуванням України ця територія належить до Європейської широколистяної області, Подільсько-Бесарабської провінції, Вінницького (Центральноподільського) округу.

## Рослинність

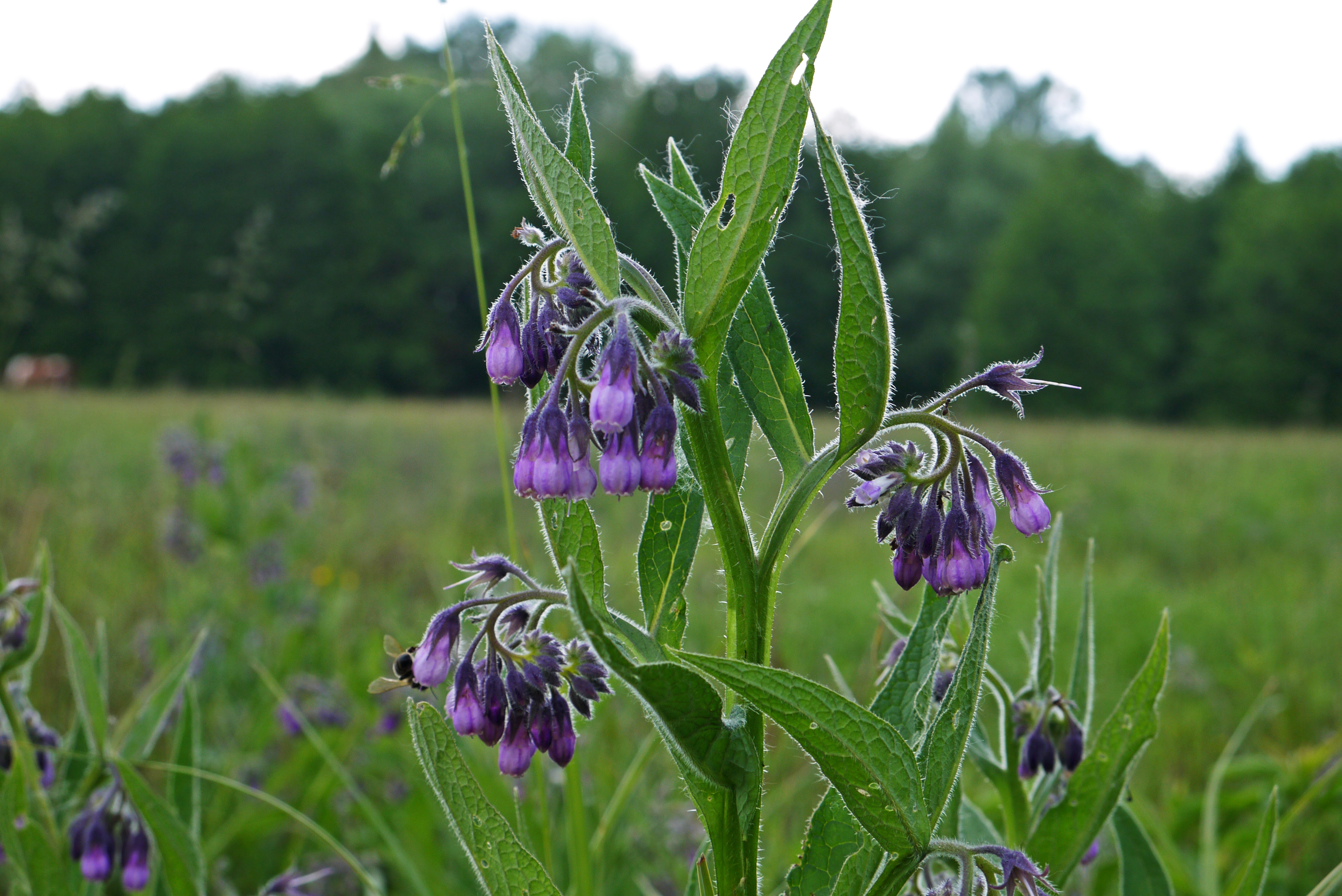
Живокіст лікарський (Symphytum officinale)

Заказник розташований у заплаві на лівому березі річки Південний Буг. Тут зростає ряд угрупувань болотних заплавних лук, в травостані яких переважають галофіти: ситник членистий, ситник розлогий, ситник стиснутий, плакун верболистий, гребінник звичайний, мітлиця повзуча, осока звичайна, осока здута, осока дерниста, тонконіг звичайний, калюжниця болотна. 
Також у заказнику зростають види лучно-болотного різнотрав'я: чина болотна, незабудка болотна, зірочник болотний, конюшина суницеподібна, жовтець їдкий, коронарія зозуляча, дзвоники розлогі, жовтець отруйний, дзвінець малий та інші. Найбільшу наукову цінність має рідкісний вид орхідей — пальчатокорінник м'ясочервоний, занесений до Червоної книги України.

## Перспектива розширення
За науковим обґрунтуванням площа заказника має становити 12 га, куди перспективно включити ще ряд цінних рослинних угруповань. 
Рослинність скелястих відслонень гранітів. У невеликих горизонтальних та вертикальних тріщинах з незначним накопиченням ґрунту трапляється селезінник волосинчастий, тонконіг стиснутий, очиток Рупрехта, різушка Таля, а в затіненні — багатоніжка звичайна, цистоптерис ламкий, герань Робертова. 
На полицях з більшим ґрунтовим покривом формуються угруповання, в яких домінують костриця овеча, перлівка трансільванська, райграс високий, серед яких вкраплені плямами молодило руське, очиток їдкий, очиток шестирядний. Також зростають ластовень лікарський, волошка рейнська, молочай кипарисовий, самосил гайовий, цибуля овочева, цибуля подільська, щавель горобиний, чебрець подільський, чебрець блошиний, деревій майже звичайний, перстач сріблястий, синяк звичайний, щебручка польова, герань Робертова, різушка Таля, маренка рожева, конюшина польова, підмаренник справжній, підмаренник м'який, дзвоники болонські, дзвоники ріпчасті. З чагарників трапляються рокитник австрійський, кизильник чорноплідний, калина цілолиста, або гордовина. 

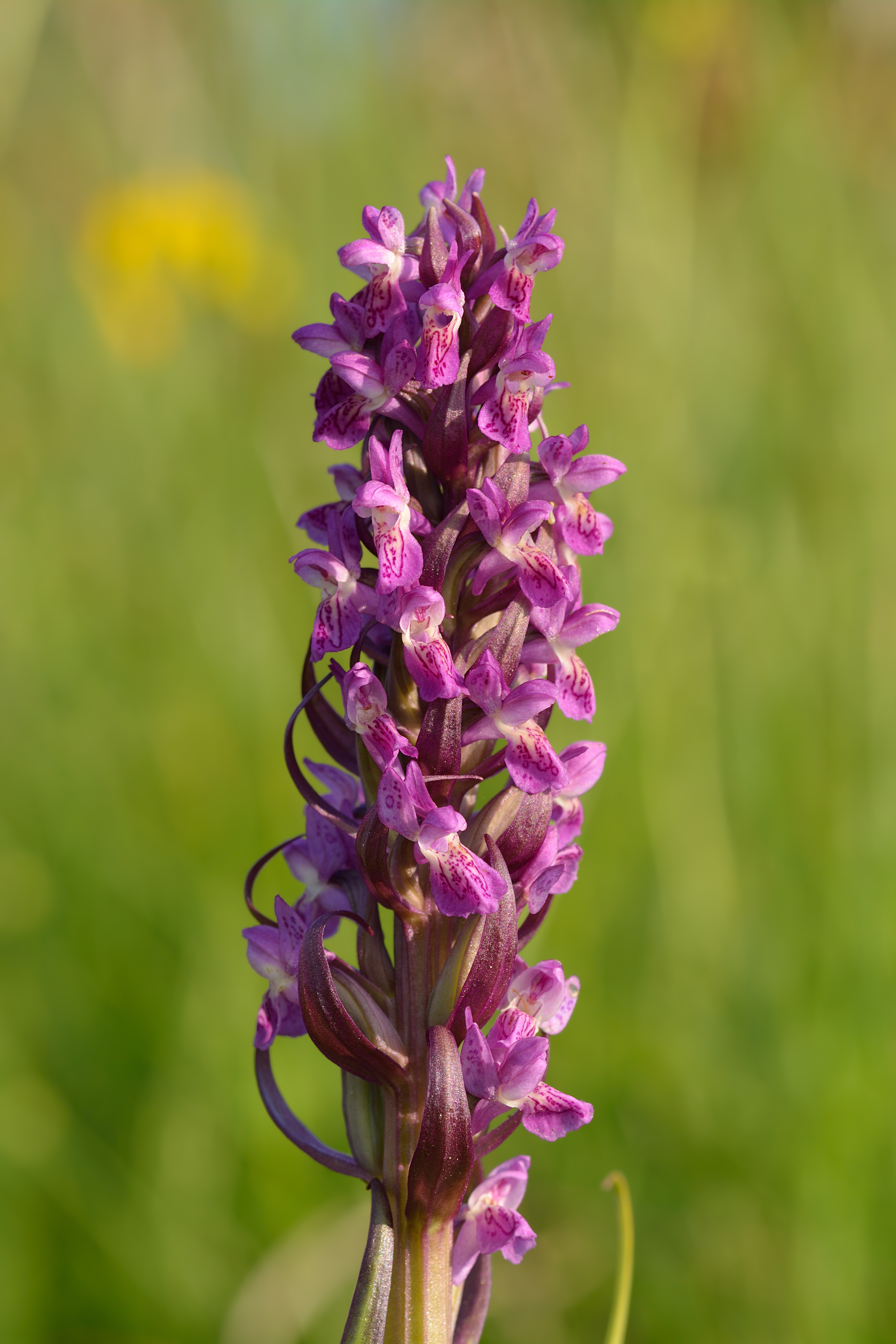
Пальчатокорінник м'ясочервоний

На вершині, де обривисті схили преходять у горизонтальну поверхню і формується ґрунт, поширені лучні угрупування з домінуванням костриці овечої, райграса високого, перлівки трансільванської, з участю віскарії звичайної, сону чорніючого, наперстянки великоцвітої, смовді гірської, маренки рожевої, люцерни румунської, материнки звичайної, смілки звичайної, чебрецю подільського, перстача сріблястого, вероніки дібровної, ластовеню лікарського, фіалки польової, конюшини повзучої, конюшини альпійської, горошку чотиринасінного, молочаю кипарисового, жабриці звивистої, самосилу гайового, суниць лісових, свербіжниці польової, полину австрійського, гикавки сірої, вероніки колосистої, волшки рейнської, комонника лучного. 
У сприятливих умовах на скелях формується ліс, у якому зростають ясен звичайний, липа серцелиста, в'яз голий з участю явора, клена татарського, клена польового. Часто трапляються бруслина бородавчаста та гордовина. В трав'янистому ярусі трапляється рідкісний для України центральноєвропейський вид — скополія карніолійська, а також шоломниця висока, яглиця звичайна, нижче — глуха кропива пурпурова, розрив-трава звичайна, медунка темна, гравілат міський, купина східна, зірочник ланцетоподібний. 
Отже, об'єкт має велику наукову цінність, оскільки виходи гранітів на рівнині в межах України мають локальне поширення, характеризуються специфічною флорою, своєрідні комплекси якої недостатньо вивчені. Також уваги заслуговують ліси з домінуванням в трав'яному покриві скополії карніолійської, занесеної до Червоної книги України, які поширені на Вінниччині, але рідкісні в Україні. З червонокнижних рослин трапляється також сон чорніючий. На території заказника зростають і такі види, як селезінник волосинчастий та наперстянка великоцвіта, занесені до списку рідкісних та зникаючих рослин Вінницької області.

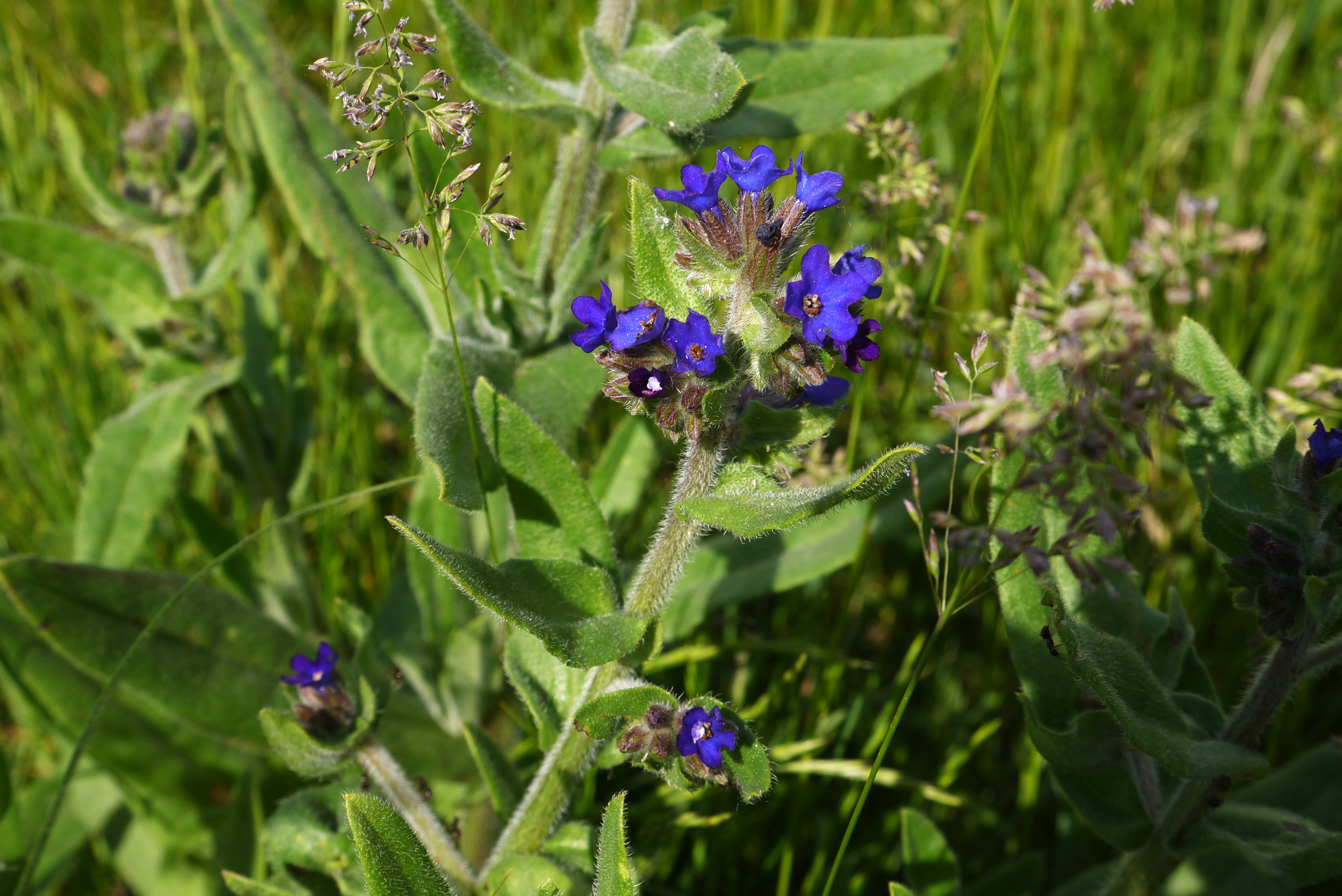
Воловик лікарський (Anchusa officinalis) на території заказника

## Природоохоронна діяльність
У 2012 році прокуратура Вінницької області зупинила незаконну передачу земель території заказника у приватну власність.